# Glochidion cordatum
Glochidion cordatum là một loài thực vật có hoa trong họ Diệp hạ châu. Loài này được Seem. ex Müll.Arg. mô tả khoa học đầu tiên năm 1863.